# 国際歯科連盟
国際歯科連盟（こくさいしかれんめい、フランス語：Fédération dentaire internationale、FDI）はスイスのジュネーヴに本部を持つ歯科医師会組織の連盟、非政府組織。1900年にフランスの歯科医師Charles Godonによりパリに設立された。130以上の国、地域から190以上の組織が参加しており、これらの組織は少なくとも合計百万人の歯科医師を代表している。
FDIの主目標の一つは全世界の歯科医師の情報交換の促進である。これを達成するため、FDIはInternational Dental Journal、Community Dental Health and Developing Dentistryなど多くの学術誌の刊行や、World Dental Congressを毎年世界各地で開催するなどの活動を行なっている。
FDIはWHOと国際連合により公式に認められた団体で、国際看護師協会、世界医師会、国際薬剤師・薬学連合とともにWorld Health Profession Allianceに参加している。
FDIは現在、計画に関心をもつ各国歯科医師会とともにユニリーバの財政支援のものと、LLLプログラム（Live.Learn.Laugh.）として36カ国で40の計画を行っている。